# Вітрильний спорт на літніх Олімпійських іграх 2016
Змагання з вітрильного спорту у програмі літніх Олімпійських ігор 2016 пройшли з 8 по 18 серпня на Марина да Глорія у передмісті Ріо-де-Жанейро. Усього було розіграно 10 комплектів медалей.

## Зміни
Порівняно з минулою Олімпіадою, у змагання з вітрильного спорту на літніх Олімпійських іграх 2016 року було внесено декілька змін:
- Зі списку дисциплін виключили змагання на кільових човнах як для чоловіків («Зоряний» (англ. the Star)), так і для жінок («Елліотт 6м» (англ. Elliott 6m));
- Було відновлено змагання на багатокорпусних човнах з використанням човнів «Накра 17» (англ. Nacra 17). Цю дисципліну було виключено зі списку у 2008 році;
- Вперше для багатокорпусних човнів («Накра 17») була введена «змішана категорія». Це означає, що у складі екіпажу (усього 2 людини), повинна бути принаймні одна жінка;
- У жінок було введений новий тип човнів 49erFX.

## Формат змагань

### Кваліфікація
У цілому 380 спортсменів братимуть участь у змаганнях з вітрильного спорту. Кваліфікація пройшла на чемпіонаті світу з вітрильного спорту ISAF у вересні 2014 року.

### Класи (спорядження)
| Клас           | Тип                               | Екіпаж | Змагання        | Грот | Трапеція | Генуезький стаксель | Спінакер | Перше введеня | Кількість Олімпіад, які пройшли з року введення |
| -------------- | --------------------------------- | ------ | --------------- | ---- | -------- | ------------------- | -------- | ------------- | ----------------------------------------------- |
| RS: X          | Вітрильна дошка                   | 1      | жін.            | +    | -        | -                   | -        | 2008          | 3                                               |
| RS: X          | Вітрильна дошка                   | 1      | чол.            | +    | -        | -                   | -        | 2008          | 3                                               |
| «Лазер Радіал» | Шлюпка                            | 1      | жін.            | +    | -        | -                   | -        | 2008          | 3                                               |
| «Лазер»        | Шлюпка                            | 1      | чол.            | +    | -        | -                   | -        | 1996          | 6                                               |
| «Фінн»         | Шлюпка                            | 1      | жін.            | +    | 0        | -                   | -        | 1952          | 17                                              |
| 470            | Шлюпка                            | 2      | чол.            | +    | 1        | +                   | +        | 1988          | 8                                               |
| 470            | Шлюпка                            | 2      | жін.            | +    | 1        | +                   | +        | 1976          | 11                                              |
| 49er           | Човен-скіф                        | 2      | чол.            | +    | 2        | +                   | +        | 200           | 5                                               |
| 49erFX         | Човен-скіф                        | 2      | чол.            | +    | 2        | +                   | +        | 2016          | 1                                               |
| Накра 17       | Багатокорпусний човен (катамаран) | 2      | змішані команди | +    | 2        | +                   | +        | 2016          | 1                                               |

### Розклад змагань
Змагання з вітрильного спорту почнуться 8 серпня 2016 року й триватимуть до 18 серпня (тринадцятий день ігор).

## Країни-учасниці
- Алжир  (3)
- Ангола  (3)
- Аргентина  (13)
- Аруба  (3)
- Австралія  (11)
- Австрія  (8)
- Білорусь  (2)
- Бельгія  (4)
- Бермуди  (2)
- Бразилія  (15)
- Канада  (9)
- Кайманові Острови  (1)
- Чилі  (9)
- Китай  (8)
- Колумбія  (1)
- Острови Кука  (2)
- Хорватія  (8)
- Кіпр  (2)
- Чехія  (3)
- Данія  (11)
- Єгипет  (1)
- Сальвадор  (1)
- Естонія  (5)
- Фінляндія  (8)
- Франція  (15)
- Німеччина  (12)
- Велика Британія  (15)
- Греція  (7)
- Гватемала  (1)
- Гонконг  (2)
- Угорщина  (5)
- Ірландія  (6)
- Ізраїль  (6)
- Італія  (13)
- Японія  (11)
- Латвія  (1)
- Литва  (2)
- Малайзія  (2)
- Мексика  (3)
- Чорногорія  (1)
- Нідерланди  (11)
- Нова Зеландія  (12)
- Норвегія  (7)
- Перу  (2)
- Польща  (7)
- Португалія  (5)
- Росія  (7)
- Сент-Люсія  (1)
- Сейшельські Острови  (3)
- Сінгапур  (10)
- Словенія  (3)
- ПАР  (3)
- Південна Корея  (4)
- Іспанія  (14)
- Швеція  (7)
- Швейцарія  (9)
- Китайський Тайбей  (1)
- Таїланд  (4)
- Тринідад і Тобаго  (1)
- Туніс  (4)
- Туреччина  (6)
- Україна  (3)
- США  (15)
- Уругвай  (4)
- Венесуела  (2)
- Американські Віргінські Острови  (1)

## Медалі

### Медальний залік
| Місце  | Країна          | Золото | Срібло | Бронза | Загалом |
| ------ | --------------- | ------ | ------ | ------ | ------- |
| 1      | Велика Британія | 2      | 1      | 0      | 3       |
| 2      | Нідерланди      | 2      | 0      | 0      | 2       |
| 3      | Австралія       | 1      | 3      | 0      | 4       |
| 4      | Нова Зеландія   | 1      | 2      | 1      | 4       |
| 5      | Хорватія        | 1      | 1      | 0      | 2       |
| 6      | Франція         | 1      | 0      | 2      | 3       |
| 7      | Аргентина       | 1      | 0      | 0      | 1       |
| 8      | Бразилія        | 1      | 0      | 0      | 1       |
| 9      | Ірландія        | 0      | 1      | 0      | 1       |
| 10     | КНР             | 0      | 1      | 0      | 1       |
| 11     | Словенія        | 0      | 1      | 0      | 1       |
| 12     | Данія           | 0      | 0      | 2      | 2       |
| 13     | Австрія         | 0      | 0      | 1      | 1       |
| 14     | Греція          | 0      | 0      | 1      | 1       |
| 15     | Німеччина       | 0      | 0      | 1      | 1       |
| 16     | Росія           | 0      | 0      | 1      | 1       |
| 17     | США             | 0      | 0      | 1      | 1       |
| Всього | Всього          | 10     | 10     | 10     | 30      |

## Медалісти

### Чоловіки
| Дисципліна          | Золото                                | Срібло                                  | Бронза                                        |
| ------------------- | ------------------------------------- | --------------------------------------- | --------------------------------------------- |
| Віндсерфінг (RS: X) | Доріан ван Рейссельберге (NED)        | Нік Демпсі (GBR)                        | П'єр ле Кок (FRA)                             |
| Клас Лазер          | Том Бертон (AUS)                      | Тончі Стіпанович (CRO)                  | Сем Міч (NZL)                                 |
| Клас Фінн           | Джайлс Скотт (GBR)                    | Василій Жбогар (SLO)                    | Калеб Пейн (USA)                              |
| Клас 470            | Шіме Фантела (CRO) Ігор Маренич (CRO) | Метью Белчер (AUS) Вільям Раян (AUS)    | Панагіотіс Мантіс (GRE) Павлос Кагіаліс (GRE) |
| Клас 49er           | Пітер Берлінг (NZL) Блер Тьюк (NZL)   | Натан Ауттерідж (AUS) Ієн Дженсен (AUS) | Ерік Хайль (GER) Томас Плессель (GER)         |

### Жінки
| Дисципліна          | Золото                                  | Срібло                                  | Бронза                                       |
| ------------------- | --------------------------------------- | --------------------------------------- | -------------------------------------------- |
| Віндсерфінг (RS: X) | Шарлін Пікон (FRA)                      | Чень Пейна (CHN)                        | Стефанія Єлфутіна (RUS)                      |
| Клас Лазер-радіал   | Маріт Боувместер (NED)                  | Анналіз Мерфі (IRL)                     | Анн-Марі Ріндом (DEN)                        |
| Клас 470            | Ганна Міллс (GBR) Саскія Кларк (GBR)    | Джо Алех (NZL) Олівія Поурі (NZL)       | Каміль Леконтр (FRA) Елен Дефранс (FRA)      |
| Клас 49er FX        | Мартіна Граель (BRA) Кахена Кунце (BRA) | Александра Мелоні (NZL) Моллі Міч (NZL) | Єна Гансен (DEN) Катя Сальсков-Іверсен (DEN) |

### Змішаний стиль
| Дисципліна    | Золото                                                 | Срібло                                          | Бронза                              |
| ------------- | ------------------------------------------------------ | ----------------------------------------------- | ----------------------------------- |
| Клас Накра 17 | Аргентина (ARG) Сантьяго Ланхе Сесілія Карранса Саролі | Австралія (AUS) Джейсон Вотергаус Ліза Дарманін | Австрія (AUT) Томас Заяц Таня Франк |